# Witold Doroszewski
Witold Doroszewski (1. května 1899, Moskva – 26. ledna 1976, Varšava) byl polský jazykovědec a lexikograf. Zabýval se gramatickým popisem polského jazyka, slovotvorbou, fonetikou, sémantikou a dialektologií.
Studoval na moskevské a varšavské univerzitě a na Ecole Nationale des Langues Orientales Vivantes v Paříži. V letech 1924-1927 pracoval jako vedoucí asistent v katedre polského jazyka na Varšavské univerzitě. V roce 1928 se stal docentem, v roce 1930 předsedou katedry a mimořádným profesorem. Od roku 1938 byl řádným profesorem. V roce 1969 odešel do důchodu.
Byl autorem více než 400 děl z oblasti lingvistiky.
Pod jeho vedením byl vypracovan první po válce novodobý slovník polštiny.

## Publikace
- Podstawy gramatyki polskiej (1952)
- Elementy leksykologii i semiotyki (1970)
- Słownik języka polskiego